# جيمي لانجفيلد
جيمي لانجفيلد (بالإنجليزية: Jamie Langfield) (22 ديسمبر 1979 في المملكة المتحدة - ) هو لاعب كرة قدم بريطاني في مركز حراسة المرمى. شارك مع منتخب اسكتلندا الثانوي لكرة القدم ‏. أما مع النوادي، فقد لعب مع دونفرملين أثلتيك وريث روفرز ونادي أبردين ونادي سانت ميرين ونادي دندي وفورفار أثلتيك ‏ ونادي بارتيك ثيسل.

## وصلات خارجية
- جيمي لانجفيلد على موقع الاتحاد الأوربي (الإنجليزية)
- جيمي لانجفيلد على موقع قاعدة بيانات كرة القدم.إي يو (الإنجليزية)
- جيمي لانجفيلد على موقع Soccerbase.com (لاعب) (الإنجليزية)
- جيمي لانجفيلد على موقع Soccerway.com (الإنجليزية)